# Yolanda Lima
Iolanda Maria Vasconcelos Lima Nogueira Simões (Angra do Heroísmo, 27 de janeiro de 1933 — Lisboa, 2 de dezembro de 1999) foi professora de matemática do ensino liceal e secundário em Portugal, e autora de manuais de Matemática para estes níveis de ensino. Em 1997 recebeu, como co-autora de XeqMat11 e XeqMat12 o Prémio Sebastião e Silva da Sociedade Portuguesa de Matemática.
É autora de livros didáticos de Matemática aprovados pelo Ministério da Educação para o Ensino Secundário.

## Biografia
Iolanda Maria Vasconcelos Lima nasceu em 27 de Janeiro de 1933, em Angra do Heroísmo, na ilha Terceira, Açores, filha de Pedro Maria de Alcântara Sanches Franco Coelho de Lima, e de sua mulher Júlia da Cunha Vasconcelos. Casou em 1959 com Rui Manuel Nogueira Simões, com quem teve 6 filhos.
Iolanda Lima morreu em 2 de Dezembro de 1999, em Lisboa.

### Formação e profissionalização

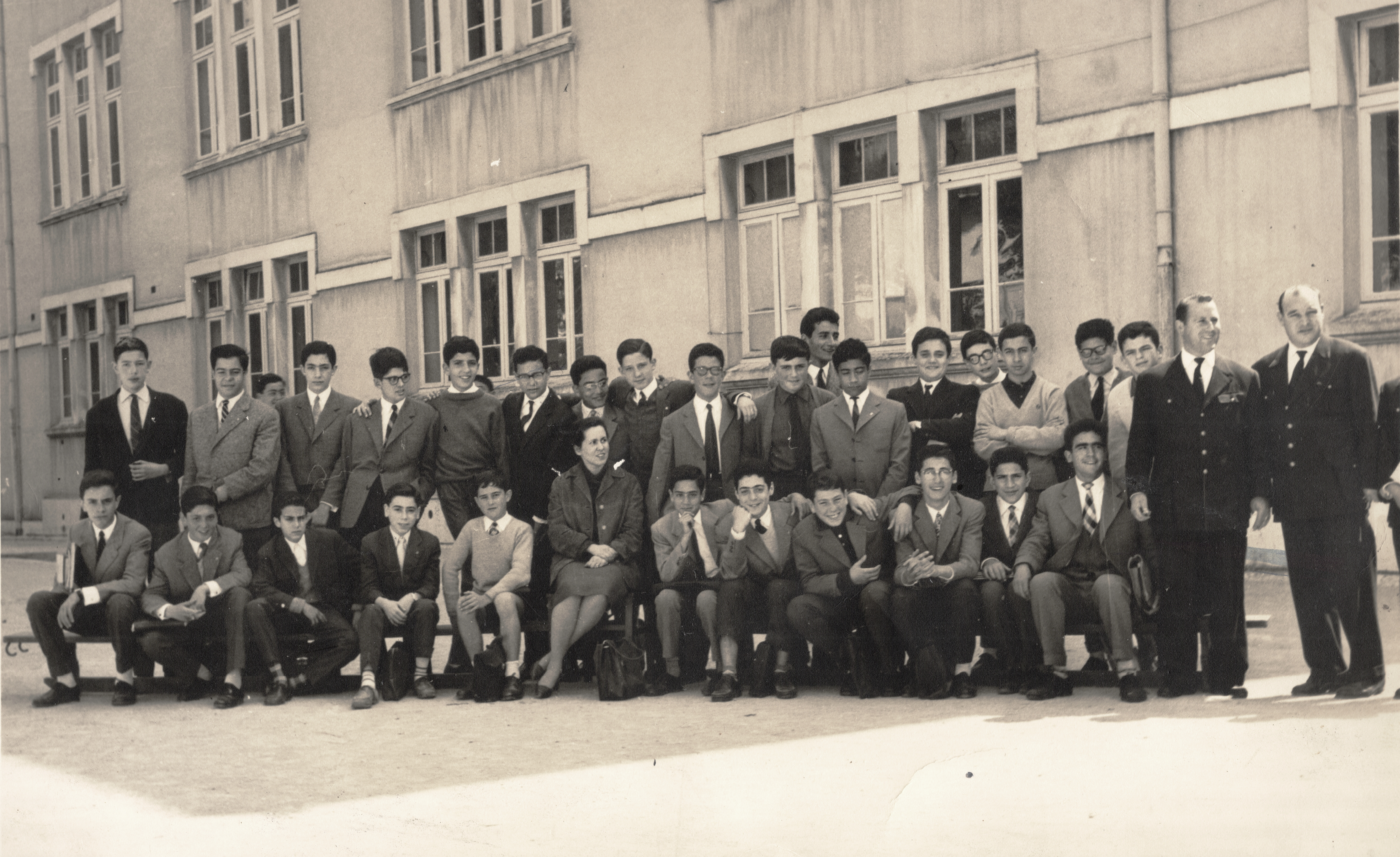
Liceu Pedro Nunes (1961)

Iolanda Lima frequentou o Liceu D. Filipa de Lencastre e licenciou-se em Matemática pela Faculdade de Ciências de Lisboa.
Em 1958 completa no Liceu Pedro Nunes, com nota final de 17/20 valores, o estágio de profissionalização para a carreira de Professora de Matemática, ao abrigo de um programa inovador que visava introduzir o estudo da "Matemática Moderna" em Portugal. Este programa foi posto em prática por uma comissão liderada pelo Prof. Dr. José Sebastião e Silva.

### 40 anos de ensino da matemática
Iolanda Lima leccionou nos Liceus Pedro Nunes, Passos Manuel e Rainha D. Amélia, mantendo em simultâneo a sua actividade de orientação de estágios para a formação de novos professores.
O seu interesse por estas matérias levou-a a escrever artigos e proferir palestras sobre diversos assuntos relativos à Matemática e ao seu ensino.
Podem ser citados alguns exemplos:
- "O ensino da Matemática Elementar" e "Sobre o recrutamento e formação dos professores de Matemática" - (publicação do Liceu Pedro Nunes)
- "Geometria no Secundário" -
- "O Número de Ouro" - Boletins da SPM
- "A repercussão dos meios tecnológicos no ensino da Matemática" - 1999
- "Experimentadores propõem 5+5+5 horas para a Matemática do Secundário",  Iolanda Vasconcelos Lima e Lucília Ramalheira[3][4]

## Manuais XeqMat
Os manuais das disciplinas de Matemática e Métodos Quantitativos para o Ensino Secundário são escritos e actualizados por Iolanda Lima em co-autoria com outros, ao longo dos últimos 10 anos da sua vida.
Ainda hoje constam da lista de Manuais para o Ensino Secundário do Ministério da Educação.
A qualidade dos manuais XeqMat foi reconhecida pela SPM-Sociedade Portuguesa de Matemática que atribuiu, o Prémio Sebastião e Silva na sua 1.ª edição em 1997, na Categoria Ensino Secundário, aos manuais XeqMat11 e XeqMat12, tendo o XeqMat10 recebido uma Menção Honrosa, também este numa co-autoria de Francelino Gomes e Yolanda Lima.
O Manuais XeqMat e Métodos Quantitativos são analisados em diversos estudos sobre manuais de Matemática:
- Instituto de Inovação Educacional / Sociedade Portuguesa de Matemática - (1999)
- Universidad de Salamanca - (2008)

## Obras publicadas
É autora de vários livros de matemática, nomeadamente: 
- Yolanda Lima; Francelino Gomes (1992). Xeq mat : Matemática 10.º. Lisboa: O Livro. ISBN 972-552-276-1
- Yolanda Lima; Francelino Gomes (1994). Xeq mat : matemática : 11.º ano. Lisboa: O Livro. ISBN 972-552-332-6
- Yolanda Lima; Francelino Gomes (1994). Xeq mat : matemática 12.º. Lisboa: O Livro. ISBN 972-552-371-7
- Yolanda Lima; António Manuel Baptista (1992). Métodos quantitativos : 10.º-11.º 1.ª ed. Lisboa: O Livro. ISBN 972-552-305-9
- Yolanda Lima; António Manuel Baptista (1995). Métodos quantitativos : 10.º ano. Lisboa: O Livro. ISBN 972-552-427-6

### Edições póstumas
- Francelino Gomes; Cristina Viegas; Yolanda Lima (2003). Xeq mat : matemática A : 10.º ano. 2 vol. 1.ª ed. Lisboa: O Livro. ISBN 972-552-784-4
- Francelino Gomes; Cristina Viegas; Yolanda Lima. (2005). Xeqmat : matemática, 12.º ano 1.ª ed. Lisboa: Texto. ISBN 972-47-2782-3
- Cristina Viegas; Francelino Gomes; Yolanda Lima (2011). Xeqmat 11 : matemática A, 11.º ano. 2 vol. 1.ª ed. Lisboa: Texto. ISBN 978-972-47-4407-0-2 Verifique |isbn= (ajuda)